# Техно
Техно (англ. Techno) — жанр электронной танцевальной музыки, зародившийся в Германии и впоследствии подхваченный американскими  продюсерами.
Термин «техно» также используется для обозначения всей электронной музыки в целом.

## Особенности жанра
Характеризуется искусственностью звука, за счёт активного использования сэмплирования, акцентом на механических ритмах, многократным повторением структурных элементов музыкального произведения (лупы).
Является одним из основных музыкальных жанров, исполняемых на рейвах.
Темп варьируется в пределах 120-150 BPM.
Вокал практически не используется. Когда это делают, обычно вокал повторяется снова и снова и обрабатывается цифровым способом, чтобы не звучать как естественный человеческий голос.
Футуристические звуки и роботизированный вокал, пожалуй, самые характерные черты техно-музыки. Разница между техно и другой электронной музыкой заключается в том, что в техно отчётливо ощущается футуристический дух. От использования звуков роботов и инопланетян до исследования научно-фантастических тем, техно-исполнители хотят показать современную и футуристическую атмосферу, как будто музыка исходит из космоса.
Треки обычно оптимистичны и имеют веселый тон, но не представляют быстрого ритма или тяжелой басовой линии.
Музыка, написанная в более медленном ритме, находится на грани веселья и расслабления.

## Отличия в группе жанров электронной танцевальной музыки
Разница должна быть довольно заметна для преданных поклонников, но иногда люди путаются, потому что оба вида музыки относятся к одному и тому же жанру EDM. 
| Показатель | Техно | Хаус                                         |
| ---------- | --- | -------------------------------------------- |
| Звучание   | тяготеет к мрачному футуристическому звучанию и включает в себя множество спецэффектов, которые звучат современно и футуристично, включая искаженные голоса | остается в веселом тоне и танцевальном ритме |
| Темп       | 125-135 ударов в минуту, а иногда достигает 150 ударов в минуту                                                                                             | 115-125 ударов в минуту                      |
| Признание  | даже когда есть много техно-музыкантов, которые добиваются успеха в индустрии, сам жанр известен не так широко, как хаус-музыка                             | получает признание со стороны мейнстрим      |

## История

### Предпосылки
Первые эксперименты с попытками добиться механистического, индустриального звучания относятся к 1910-м годам (см. Индастриал#История) и к авангардной музыке.
Упоминание о музыке, акцентом которой являются механические ритмы станков и машин, можно встретить в первом романе Курта Воннегута «Механическое пианино» или «Утопия 14» 1952 года.

Еще раз остановившись в дверях старой части корпуса, Пол вслушивался в музыку здания 58. Уже многие годы в голове его бродила идея пригласить композитора, чтобы тот попытался сделать что-нибудь из этих ритмов - возможно, "Сюиту здания 58". Это была дикая, варварская музыка, с возбужденным ритмом, то подключающимся, то выпадающим из фазы, с калейдоскопом звуков. Пол попытался выделить и определить отдельные темы. Вот! Токарная группа, тенора: "Фурразуа-уауа-ак! Тинг! Фурразуа-уа-уа…" Сварочные машины, баритоны: "Ваааа-зюзип! Вааааа-зюзип!" А затем вступает басовая партия прессов, усиленная подвалом в качестве резонатора: "Овгрумп! Тонка-тонка. Овгрумп! Тонка-тонка…" Это была упоительная музыка, и Пол, покраснев от смущения, заслушался ею, забыв о всех своих неприятностях. 

### Детройтское техно
Считается, что техно изобрела так называемая «Белвиллская троица» — «инициатор» Хуан Аткинс (англ. Juan Atkins, Originator), «новатор» Деррик Мэй (англ. Derrick May, Innovator) и «двигатель» Кевин Сандерсон (англ. Kevin Saunderson, Elevator). В середине 1980-х годов трое этих афроамериканцев — друзей по колледжу из средне-классового пригорода Детройта Белвилл, как они сами говорят, пытались сделать немецкую электронику в духе Tangerine Dream и Kraftwerk более танцевальной, пригодной для диджеев и клубов. Фактически же можно говорить о том, что техно возникло при слиянии таких жанров как синти-поп, электро и хаус.
Несмотря на то, что первым техно-треком принято считать No UFO’s от Model 500 (один из псевдонимов Хуана Аткинса), выпущенный ещё в 1985 году, сам жанр долгое время не имел какого-то определённого названия. Раньше эту музыку называли и просто хаусом, и новым диско, и даже хип-хопом. Имя техно жанр получил в 1988 году благодаря предназначенной для Великобритании компиляции из детройтской танцевальной музыки под названием «Techno! The New Dance Sound Of Detroit» и ряду статей в журналах The Face и NME, где эта компиляция рекламировалась. Интересен факт, что изначально данную компиляцию предполагалось назвать именно «The House Sound Of Detroit». Но та музыка, которая подходила под название хаус производилась в Чикаго, и звучала по-другому (см. Чикаго-хаус). Тогда было принято решение задействовать слово техно, которое уже в принципе использовалось некоторыми музыкантами, но прежде ассоциировалось больше с хип-хопом. Успех этой компиляции сыграл свою роль — «новоявленный» жанр под названием техно получил признание.

### Мировое признание
Если в США техно-музыка была только андеграундным явлением, то в Великобритании она вырвалась на основную музыкальную арену страны конца 1980-х.
В декабре 2014 года в Берлинском университете искусств началась серия лекций и конференция под общим названием «Techno studies. Эстетика и историография электронной танцевальной музыки». Техно начали изучать в университетах.

## Музыканты
Смотрите в категории «техно-музыканты».

## Примеры произведений
Все представленные файлы в формате MP3 (64 Kbps) продолжительностью по одной минуте.
Примеры музыкальных произведений, записанных в жанре техно:
- No UFO’s — Model 500 (1985, Metroplex)
- Strings Of Life — Rhythim Is Rhythim (1987, Transmat)
- The Bells — Jeff Mills (1997, Purpose Maker)
- Take A Shot — DJ Hell vs Richard Bartz (1997, Kurbel)
- Good Life (Re-Edit by Mr. B) — Killa Productions (2004, K.B. Records Inc.)

## Фильмы о техно
- «Speaking in Code[англ.]» — американский документальный фильм о техномузыкантах Modeselektor, Wighnomy Brothers, Philip Sherburne, Monolake и David Day.
- «Квадрат» — франко-русский документальный фильм о профессии техно-диджея.
- «Berlin Calling[англ.]» — немецкий игровой фильм о диджее и композиторе Ickarus (Paul Kalkbrenner), злоупотребляющем наркотиками.
- «Sounds Like Techno» – австралийский документальный фильм о техно, подготовленный компанией  Australian Broadcasting Corporation.